# Franc Jelovšek
.
Franc Jelovšek, slovenski slikar, * 4. oktober 1700, Mengeš, † 31. maj 1764, Ljubljana.
Franc Jelovšek, oče slikarja K.A. Jelovška, (včasih zapisan tudi kot Illovšek ali Illouschegg ali Jellouschegg) je bil slikar baroka v Sloveniji.

## Življenjepis
Slikar sam se je dosledno podpisoval Illouscheg (Ilovšek), drugi so o njem pisali po bolj znanem priimku Jellouschegg, Jelovšek. O Jelovškovi učni dobi je bolj malo znanega, a njegova dela izpričujejo, da je imel dobro šolo; ker mu je bil slikar Janez Mihael Reinwaldt  (Mihael Reinbalt) priča pri poroki, ni izključeno, da se je Ilovšek pri njem učil. Ko je v letih 1721–1723 bival Giulio Quaglio drugič v Ljubljani je s svojimi tedaj izvršenimi freskami v kapelah stolne cerkve in semeniške knjižnice močno vplival na Ilovška. Odtod tolika sorodnost med Quaglievimi in Jelovškovimi freskami, da so se freske v cerkvi sv. Petra v Ljubljani nad 150 let pomotoma pripisovale Quagliu.
Jelovšek je bil izrazit freskant, njegovih oljnih slik je malo. Vzornik mu je Giulio Quaglio, kakor najbolje dokazujejo freske v cerkvi sv. Petra v Ljubljani in spada med naše najboljše slikarje. Naslikal je tudi svoj avtoportret na balustradi kora župnijske cerkve na Sladki gori.

## Cerkveno slikarstvo
Izdeloval je freske, oltarne slike in portrete. Ohranjenih je več njegovih cerkvenih fresk, manj cerkvenih slik in najmanj posvetnih slik. Njegovo glavno delo so freske z iluzionistično vsebino, vidimo jih na svodu in v kupoli cerkve sv. Petra v Ljubljani, ter na oltarni sliki sveta družina. Njegova dela so v cerkvah v Kamniku, v Grobljah pri Domžalah, v kapelah na gradu Tuštanj in gradu Kodeljevo, na Sladki gori, v Celju, Nevljah, Nazarjih, Komendi, Kostanjevici, Lescah, Vodicah, Vipavi in Samoboru na Hrvaškem ter drugod.

## Posvetno slikarstvo
Posvetnih slik je izdelal bolj malo, pa še od teh je veliko uničenih, vendar je ohranjenih nekaj portretov in zanimivih fresk v gradu Jablje pri Mengšu.
Nekaj posnetkov ohranjenih fresk na gradu Jablje sledi.

### Portreti
- Turk v gradu
- Trden Kranjec
- Mladenka s čepico
- Klovn

### Tihožitja
- Tihožitje čajni servis
- Tihožitje 2 Sadje
- Tihožitje 3 - meso in klobasa
- Tihožitje 4 - riba-rak

### Alegorije
- Alegorija 1m
- Alegorija 2m
- Mladi rogisti 3m
- Pomladni ples 4m